# Matrículas automovilísticas de Polonia

La primera letra indica el voivodato.

Matrícula de Gliwice.

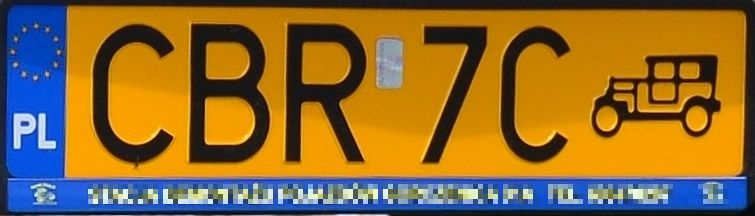
Matrícula antigua de Brodnica.

Las matrículas polacas desde el 1 de mayo de 2000 tienen caracteres de color negro con fondo blanco. Cada ciudad/powiat tiene dos o tres letras correspondientes. Existen varias formas de formar estas matrículas:
- Dos letras (#-letra, *-dígito); existen tres posibilidades de combinación: ## *****, ## ****# o ## ***##

- Tres letras; existen seis combinaciones posibles: ### #***, ### **##, ### *#**, ### **#*, ### *##* o ### ##**.

- Las motos y tractores tienen ## **** ou ## ***#, para las ciudades/powiats con dos letras; cuando corresponden tres letras a la ciudad/powiat, las combinaciones posibles son idénticas a las de los coches (letras en negro y fondo blanco).

- Los automóviles más antiguos tienen ## **# (con dos letras) o ### *# (con tres letras), siendo las letras negras y el fondo amarillo.

- A los automóviles temporales o exportados les corresponden las combinaciones: #* ****, #* ***# (la primera letra corresponde a la región) con las letras rojas y el fondo blanco. #* *** B - para vehículos en fase de pruebas.

- Las matrículas diplomáticas son: # ******, con letras blancas y fondo azul (en su mayoría la letra es la W y los tres primeros dígitos indican el país).

Las letras B, D, I, O, Z no se utilizan en las matrículas, pues no corresponden a ninguna ciudad/powiat. Sin embargo, existen algunos powiats donde se usan, aunque polémicamente. La letra Q no se emplea.

## Indicadores de Powiat
| Voivodato de Baja Silesia | Voivodato de Cuyavia y Pomerania | Voivodato de Lodz | Voivodato de Lublin |
| --- | --- | --- | --- |
| DB - Wałbrzych (ciudad) DBA - Wałbrzych (alrededor) DBL - Bolesławiec DDZ - Dzierżoniów DGL - Głogów DGR - Góra DJ - Jelenia Góra (ciudad) DJA - Jawor DJE - Jelenia Góra (alrededor) DKA - Kamienna Góra DKL - Kłodzko DL - Legnica (ciudad) DLB - Lubań DLE - Legnica (alrededor) DLU - Lubin DLW - Lwówek Śląski DMI - Milicz DOA - Oława DOL - Oleśnica DPL - Polkowice DSR - Środa Śląska DST - Strzelin DSW - Świdnica DTR - Trzebnica DW - Breslavia (ciudad) DWL - Wołów DWR - Breslavia (alrededor) DZA - Ząbkowice Śląskie DZG - Zgorzelec DZL - Złotoryja | CAL - Aleksandrów Kujawski CB - Bydgoszcz (ciudad) CBR - Brodnica CBY - Bydgoszcz (Powiat) CCH - Chełmno CG - Grudziądz (ciudad) CGD - Golub-Dobrzyń CGR - Grudziądz (Powiat) CIN - Inowrocław CLI - Lipno CMG - Mogilno CNA - Nakło CRA - Radziejów CRY - Rypin CSE - Sepólno Krajenskie CSW - Świecie CT - Toruń (ciudad) CTR - Toruń (alrededor) CTU - Tuchola CW - Włocławek (ciudad) CWA - Wabrzezno CWL - Włocławek (alrededor) CZN - Żnin | EBE - Bełchatów EBR - Brzeziny EKU - Kutno EL - Łódź (ciudad) ELA - Łask ELC - Łowicz ELE - Łęczyca ELW - Łódź Wschód (alrededor) EOP - Opoczno EP - Piotrków Trybunalski (ciudad) EPA - Pabianice EPD - Poddębice EPI - Piotrków Trybunalski (alrededor) EPJ - Pajeczno ERA - Radomsko ERW - Rawa Mazowiecka ES - Skierniewice (ciudad) ESI - Sieradz ESK - Skierniewice (alrededor) ETM - Tomaszów Mazowiecki EWE - Wieruszów EWI - Wieluń EZD - Zduńska Wola EZG - Zgierz | LB - Biała Podlaska (ciudad) LBI - Biała Podlaska (alrededor) LBL - Biłgoraj LC - Chełm (ciudad) LCH - Chełm (alrededor) LHR - Hrubieszów LJA - Janów Lubelski LKR - Kraśnik LKS - Krasnystaw LLB - Lubartów LLE - Łęczna LLU - Łuków LOP - Opole Lubelskie LPA - Parczew LPU - Puławy LRA - Radzyń Podlaski LRY - Ryki LSW - Świdnik LTM - Tomaszów Lubelski LU - Lublin (ciudad) LUB - Lublin (alrededor) LWL - Włodawa LZ - Zamość (ciudad) LZA - Zamość (alrededor) |
| Voivodato de Lubusz | Voivodato de Pequeña Polonia | Voivodato de Mazovia | Voivodato de Opole |
| FG - Gorzów Wielkopolski (ciudad) FGW - Gorzów Wielkopolski (alrededor) FKR - Krosno Odrzańskie FMI - Międzyrzecz FNW - Nowa Sól FSD - Strzelce Krajeńskie - Drezdenko FSL - Słubice FSU - Sulęcin FSW - Świebodzin FWS - Wschowa FZ - Zielona Góra (ciudad) FZA - Żary FZG - Żagań FZI - Zielona Góra (alrededor) | KBC - Bochnia KBR - Brzesko KCH - Chrzanów KDA - Dąbrowa Tarnowska KGR - Gorlice KLI - Limanowa KMI - Miechów KMY - Myślenice KN - Nowy Sącz (ciudad) KNS - Nowy Sącz (alrededor) KNT - Nowy Targ KOL - Olkusz KOS - Oświęcim KPR - Proszowice KR - Cracovia (ciudad) KRA - Cracovia (alrededor) KSU - Sucha Beskidzka KT - Tarnów (ciudad) KTA - Tarnów (alrededor) KTT - Tatrzański (Zakopane) KWA - Wadowice KWI - Wieliczka                  | WA - Varsovia (Białołęka) WB - Varsovia (Bemowo) WBR - Białobrzegi WCI - Ciechanów WD - Varsovia (Bielany) WE - Varsovia (Mokotów) WF - Varsovia (Praga Południe) WG - Garwolin WGM - Grodzisk Mazowiecki WGR - Grójec WGS - Gostynin WH - Varsovia (Praga Północ) WI - Varsovia (Śródmieście) WJ - Varsovia (Targówek) WK - Varsovia (Ursus) WKZ - Kozienice WL - Legionowo WLI - Lipsko WLS - Łosice WM - Mińsk Mazowiecki WMA - Maków Mazowiecki WML - Mława WN - Varsovia (Ursynów) WND - Nowy Dwór Mazowiecki WO - Ostrołęka (ciudad) WOR - Ostrów Mazowiecka WOS - Ostrołęka (alrededor) WOT - Otwock WP - Płock (ciudad) WPI - Piaseczno WPL - Płock (alrededor) WPN - Płońsk WPR - Pruszków WPU - Pułtusk WPY - Przysucha WPZ - Przasnysz WR - Radom (ciudad) WRA - Radom (alrededor) WS - Siedlce (ciudad) WSC - Sochaczew WSE - Sierpc WSI - Siedlce (alrededor) WSK - Sokołów Podlaski WSZ - Szydłowiec WT - Varsovia (Wawer) WU - Varsovia (Ochota) WV - Wołomin WW ****( termina en K, L, M, N, V) - Varsovia (Włochy) WW ****(termina en F, G, H, J, W) - Varsovia (Wilanów) WW ****(termina en A, C, E, X, Y) - Varsovia (Rembertów) WWE - Węgrów WWL - Wołomin WWY - Wyszków WX - Varsovia (Żoliborz) WX ***Y# - Varsovia (Wesoła) WY - Varsovia (Wola) WZ - Varsovia Oeste WZU - Żuromin WZW - Zwoleń WZY - Żyrardów | OB - Brzeg OGL - Głubczyce OK - Kędzierzyn-Koźle OKL - Kluczbork OKR - Krapkowice ONA - Namysłów ONY - Nysa OOL - Olesno OP - Opole (ciudad) OPO - Opole (alrededor) OPR - Prudnik OST - Strzelce Opolskie |
| Voivodato de Subcarpacia | Voivodato de Podlaquia | Voivodato de Pomerania | Voivodato de Silesia |
| RBI - Bieszczadzki (Ustrzyki Dolne) RBR - Brzozów RDE - Dębica RJA - Jarosław RJS - Jasło RK - Krosno (ciudad) RKL - Kolbuszowa RKR - Krosno (alrededor) RLA - Łańcut RLE - Leżajsk RLS - Lesko RLU - Lubaczów RMI - Mielec RNI - Nisko RP - Przemyśl (ciudad) RPR - Przemyśl (alrededor) RPZ - Przeworsk RRS - Ropczyce - Sędziszów RSA - Sanok RSR - Strzyżów RST - Stalowa Wola RT - Tarnobrzeg (ciudad) RTA - Tarnobrzeg (alrededor) RZ - Rzeszów (ciudad) RZE - Rzeszów (alrededor)                                                                             | BAU - Augustów BBI - Bielsk Podlaski BGR - Grajewo BHA - Hajnówka BI - Białystok (ciudad) BIA - Białystok (alrededor) BKL - Kolno BL - Łomża (ciudad) BLM - Łomża (alrededor) BMN - Monki BS - Suwałki (ciudad) BSE - Sejny BSI - Siemiatycze BSK - Sokólka BSU - Suwalki (alrededor) BWM - Wysokie Mazowieckie BZA - Zambrów | GA - Gdynia GBY - Bytów GCH - Chojnice GCZ - Człuchów GD - Gdansk (ciudad) GDA - Pruszcz Gdański GKA - Kartuzy GKS - Kościerzyna GKW - Kwidzyń GLE - Lębork GMB - Malbork GND - Nowy Dwór Gdański GPU - Puck (ciudad) GS - Słupsk (ciudad) GSL - Słupsk (alrededor) GSP - Sopot GST - Starogard Gdański GSZ - Sztum GTC - Tczew GWE - Wejherowo | SB - Bielsko-Biała (ciudad) SBE - Będzin SBI - Bielsko-Biała(alrededor) SBL - Bieruń - Lędziny SC - Częstochowa (ciudad) SCI - Cieszyn SCZ - Częstochowa (alrededor) SD - Dąbrowa Górnicza SG - Gliwice (ciudad) SGL - Gliwice (alrededor) SH - Chorzów SI - Siemianowice Śląskie SJ - Jaworzno SJZ - Jastrzębie-Zdrój SK - Katowice SKL - Kłobuck SL - Ruda Śląska SLU - Lubliniec SM - Mysłowice SMI - Mikołów SMY - Myszków SO - Sosnowiec SPI - Piekary Śląskie SPS - Pszczyna SR - Rybnik (ciudad) SRB - Rybnik (alrededor) SRC - Racibórz SRS - Ruda Śląska actualmente SL ST - Tychy (ciudad) STY - Tychy (alrededor) actualmente SBL STA - Tarnowskie Góry SW - Świętochłowice SWD - Wodzisław Śląski SY - Bytom SZ - Zabrze SZA - Zawiercie SZO - Żory SZY - Żywiec |
| Voivodato de Santa Cruz | Voivodato de Varmia y Masuria | Voivodato de Gran Polonia | Voivodato de Pomerania Occidental |
| TBU - Busko-Zdrój TJE - Jędrzejów TK - Kielce (ciudad) TKA - Kazimierza Wielka TKI - Kielce (alrededor) TKN - Końskie TLW - Włoszczowa TOP - Opatów TOS - Ostrowiec Świętokrzyski TPI - Pińczów TSA - Sandomierz TSK - Skarżysko-Kamienna TST - Starachowice TSZ - Staszów | NBA - Bartoszyce NBR - Braniewo NDZ - Działdowo NE - Elbląg (ciudad) NEB - Elbląg (alrededor) NEL - Ełk NGI - Giżycko NGO - Gołdap NIL - Iława NKE - Kętrzyn NLI - Lidzbark Warmiński NMR - Mrągowo NNI - Nidzica NNM - Nowe Miasto Lubawskie NO - Olsztyn (ciudad) NOE - Olecko NOG - Olecko - Gołdap - actualmente NOE o NGO NOL - Olsztyn (alrededor) NOS - Ostróda NPI - Pisz NSZ - Szczytno NWE - Węgorzewo                                 | PCH - Chodzież PCT - Czarnków - Trzcianka PGN - Gniezno PGO - Grodzisk Wielkopolski PGS - Gostyń PJA - Jarocin PK - Kalisz (ciudad) PKA - Kalisz (alrededor) PKE - Kępno PKL - Koło PKN - Konin (alrededor) PKO - Konin (ciudad) actualmente PN PKR - Krotoszyn PKS - Kościan PL - Leszno (ciudad) PLE - Leszno (alrededor) PMI - Międzychód PN - Konin (ciudad) PNT - Nowy Tomyśl PO - Poznań (ciudad) POB - Oborniki POS - Ostrów Wielkopolski POT - Ostrzeszów POZ - Poznań (alrededor) actualmente PZ PP - Piła PPL - Pleszew PRA - Rawicz PSE - Śrem PSL - Słupca PSR - Środa Wielkopolska PSZ - Szamotuły PTU - Turek PWA - Wągrowiec PWL - Wolsztyn PWR - Września PZ - Poznań (alrededor) PZL - Złotów | ZBI - Białogard ZCH - Choszczno ZDR - Drawsko Pomorskie ZGL - Goleniów ZGR - Gryfino ZGY - Gryfice ZK - Koszalin (ciudad) ZKA - Kamień Pomorski ZKL - Kołobrzeg ZKO - Koszalin (alrededor) ZLO - Łobez ZMY - Myślibórz ZPL - Police (alrededor) ZPY - Pyrzyce ZS - Szczecin ZSD - Świdwin ZSL - Sławno ZST - Stargard Szczeciński ZSW - Świnoujście ZSZ - Szczecinek ZWA - Wałcz |

- U - Ejército
- HP - Policía
- HW - Guardia Fronteriza
- HK - Agencia de Seguridad Pública
- HB - Agencia de Seguridad Gubernamental
- HS - Control Fiscal